# Nibelungi (film)
Nibelungi (niem. Die Nibelungen) – niemiecki film niemy z 1924 roku, zrealizowany na podstawie średniowiecznego eposu niemieckiego Pieśń o Nibelungach.
Film, podobnie jak literacki pierwowzór, składa się z dwóch części – Nibelungi: Śmierć Zygfryda (Die Nibelungen: Siegfried)  oraz Nibelungi: Zemsta Krymhildy (Die Nibelungen: Kriemhilds Rache).

## Obsada
Śmierć Zygfryda
- Paul Richter – Zygfryd
- Hanna Ralph – królowa Brunhilda
- Theodor Loos – król Gunter
- Margarethe Schön – Krymhilda
- Hans Adalbert von Schlettow – Hagen z Tronege
- Gertrud Arnold – królowa-matka Ute
- Georg John – 
  - Nibelung Alberyk,
  - Nibelung – brat Alberyka, kowal Mime
- Hans Carl Müller – Gernot
- Erwin Biswanger – Gizler
- Hardy von Francois – Dankwart
- Bernhard Goetzke – Volker z Alzey
- Frida Richard – służka
- Yuri Jurowski – ksiądz
- Iris Robert – paź
- Grete Berger – Hunnenweib

Zemsta Krymhildy
- Margarethe Schön – Krymhilda
- Hans Adalbert von Schlettow – Hagen z Tronege
- Theodor Loos – król Gunter
- Rudolf Klein-Rogge – król Etzel
- Rudolf Rittner – margrabia Rodiger z Bechlarmu
- Georg John – Blaodel
- Hubert Heinrich –  Werbel
- Iris Robert – paź
- Fritz Alberti – Dytryk z Bernu
- Georg August Koch – Hildebrand
- Erwin Biswanger – Gizler
- Hans Carl Müller – Gernot
- Hardy von Francois – Dankwart
- Bernhard Goetzke – Volker z Alzey
- Anne Röttgen – Dietland, córka Rodigera
- Gertrud Arnold – królowa-matka Ute
- Yuri Jurowski – ksiądz
- Grete Berger – Hunnin